# 모든 성인의 호칭 기도
모든 성인의 호칭 기도(라틴어: Litaniae Omnium Sanctorum)는 기독교의 특수 기도이다. 로마 가톨릭교회에서, 삼위일체 하느님에게 호소하는 기도이자 성모 마리아와 천사들 그리고 사도들과 순교자 등 모든 성인에게 탄원하는 기도이다.
성인들의 명단은 교회의 순교록에 기록된 이름만을 호칭한다.
호칭되는 사람들의 순서는 다음과 같다:
(1) 성모 마리아 (2) 천사들 (3) 성조들과 예언자들, 세례자 성 요한, 성모 마리아의 남편 성 요셉 (4) 사도들과 예수의 제자들 (5) 순교자들 (6) 주교들과 교회박사들 (7) 사제들과 수도자들 (8) 평신도
모든 성인의 호칭 기도에는 예식에 따라 성인들의 이름을 넣거나 뺄 수 있게 되어 있다. 한국천주교주교회의는 자체적으로 기준안을 마련하여 발표하였다.

## 성인 호칭 기도[2]
○ 주님, 자비를 베푸소서.
● 그리스도님, 자비를 베푸소서.
○ 주님, 자비를 베푸소서. 그리스도님, 저희의 기도를 들으소서
● 그리스도님, 저희의 기도를 들어주소서.
○ 하늘에 계신 천주 성부님
● 자비를 베푸소서.
○ 세상을 구원하신 천주 성자님
● 자비를 베푸소서.
○ 천주 성령님
● 자비를 베푸소서.
○ 삼위일체이신 하느님
● 자비를 베푸소서.
○ 성모 마리아님
● 저희를 위하여 빌어주소서.
○ 천주의 성모님
● 저희를 위하여 빌어주소서.
○ 지극히 거룩하신 동정녀
● 저희를 위하여 빌어주소서.
○ 성 미카엘
● 저희를 위하여 빌어주소서.
○ 성 가브리엘
● 저희를 위하여 빌어주소서.
○ 성 라파엘
● 저희를 위하여 빌어주소서.
○ 모든 천사와 대천사
● 저희를 위하여 빌어주소서.
○ 세례자 성 요한
● 저희를 위하여 빌어주소서.
○ 성 요셉
● 저희를 위하여 빌어주소서.
○ 모든 성조와 예언자
● 저희를 위하여 빌어주소서.
○ 성 베드로
● 저희를 위하여 빌어주소서.
○ 성 바오로
● 저희를 위하여 빌어주소서.
○ 성 안드레아
● 저희를 위하여 빌어주소서.
○ 성 요한
● 저희를 위하여 빌어주소서.
○ 성 야고보 (대)
● 저희를 위하여 빌어주소서.
○ 성 토마스
● 저희를 위하여 빌어주소서.
○ 성 야고보 (소)
● 저희를 위하여 빌어주소서.
○ 성 필립보
● 저희를 위하여 빌어주소서.
○ 성 바르톨로메오
● 저희를 위하여 빌어주소서.
○ 성 시몬
● 저희를 위하여 빌어주소서.
○ 성 타데오
● 저희를 위하여 빌어주소서.
○ 성 마태오
● 저희를 위하여 빌어주소서.
○ 성 마르코
● 저희를 위하여 빌어주소서.
○ 성 루카
● 저희를 위하여 빌어주소서.
○ 주님의 모든 거룩한 제자
● 저희를 위하여 빌어주소서.
○ 성 스테파노
● 저희를 위하여 빌어주소서.
○ 성 라우렌시오
● 저희를 위하여 빌어주소서.
○ 성 빈첸시오
● 저희를 위하여 빌어주소서.
○ 모든 거룩한 순교자
● 저희를 위하여 빌어주소서.
○ 성 실베스테르
● 저희를 위하여 빌어주소서.
○ 성 그레고리오
● 저희를 위하여 빌어주소서.
○ 성 아우구스티노
● 저희를 위하여 빌어주소서.
○ 모든 거룩한 주교와 증거자
● 저희를 위하여 빌어주소서.
○ 모든 거룩한 학자
● 저희를 위하여 빌어주소서.
○ 성 안토니오
● 저희를 위하여 빌어주소서.
○ 성 베네딕토
● 저희를 위하여 빌어주소서.
○ 성 도미니코
● 저희를 위하여 빌어주소서.
○ 성 프란치스코
● 저희를 위하여 빌어주소서.
○ 모든 거룩한 사제와 부제
● 저희를 위하여 빌어주소서.
○ 모든 거룩한 수도자와 은수자
● 저희를 위하여 빌어주소서.
○ 성녀 마리아 막달레나
● 저희를 위하여 빌어주소서.
○ 성녀 아녜스
● 저희를 위하여 빌어주소서.
○ 성녀 체칠리아
● 저희를 위하여 빌어주소서.
○ 성녀 아가타
● 저희를 위하여 빌어주소서.
○ 성녀 아나스타시아
● 저희를 위하여 빌어주소서.
○ 모든 거룩한 동정녀와 부인
● 저희를 위하여 빌어주소서.
○ 성 김대건 안드레아
● 저희를 위하여 빌어주소서.
○ 성 정하상 바오로
● 저희를 위하여 빌어주소서.
○ 성 범 라우렌시오
● 저희를 위하여 빌어주소서.
○ 성녀 김효주 아녜스와 김효임 골룸바
● 저희를 위하여 빌어주소서.
○ 우리나라의 모든 순교자
● 저희를 위하여 빌어주소서.
○ 하느님의 모든 성인
● 저희를 위하여 빌어주소서.
○ 주님, 자비를 배푸소서.
● 저희를 용서하소서.
○ 주님, 자비를 베푸소서.
● 저희의 기도를 들어주소서,
○ 온갖 악에서
● 주님, 저희를 구원하소서.
○ 모든 죄에서
● 주님, 저희를 구원하소서.
○ 영원한 죽음에서
● 주님, 저희를 구원하소서.
○ 사람이 되신 주님의 신비로
● 주님, 저희를 구원하소서.
○ 주님의 탄생으로
● 주님, 저희를 구원하소서.
○ 주님의 세례와 거룩한 재계로
● 주님, 저희를 구원하소서.
○ 주님의 십자가와 수난으로
● 주님, 저희를 구원하소서.
○ 주님의 죽음과 묻힘으로
● 주님, 저희를 구원하소서.
○ 주님의 거룩한 부활로
● 주님, 저희를 구원하소서.
○ 주님의 놀라운 승천으로
● 주님, 저희를 구원하소서.
○ 성령의 강림으로
● 주님, 저희를 구원하소서.
○ 심판날에
● 주님, 저희를 구원하소서.
○ 죄인들이 청하오니
● 저희의 기도를 들어주소서.
○ 저희를 용서하시기를 청하오니
● 저희의 기도를 들어주소서.
○ 주님의 거룩한 교회를 다스리며 보존하시기를 청하오니
● 저희의 기도를 들어주소서.
○ 사도좌와 모든 성직자를 진리 안에 보존하시기를 청하오니
● 저희의 기도를 들어주소서.
○ 거룩한 교회를 박해자들에게서 지켜주시기를 청하오니
● 저희의 기도를 들어주소서.
○ 우리 민족이 화목하고 평화로이 살게 해주시기를 청하오니
● 저희의 기도를 들어주소서.
○ 주님을 섬기는 저희를 지켜주시고 굳세게 해주시기를 청하오니
● 저희의 기도를 들어주소서.
○ 저희 모든 은인에게 영원한 행복을 주시기를 청하오니
● 저희의 기도를 들어주소서.
○ 땅을 지키고 일구는 이들에게 풍성한 열매를 주시기를 청하오니
● 저희의 기도를 들어주소서.
○ 죽은 모든 이에게 영원한 안식을 주시기를 청하오니
● 저희의 기도를 들어주소서.
○ 저희 바람을 들어주시기를 청하오니
● 저희의 기도를 들어주소서.
○ 하느님의 어린양, 세상의 죄를 없애시는 주님
● 저희를 용서하소서.
○ 하느님의 어린양, 세상의 죄를 없애시는 주님
● 저희의 기도를 들어주소서.
○ 하느님의 어린양, 세상의 죄를 없애시는 주님
● 자비를 베푸소서.
○ 그리스도님, 저희의 기도를 들으소서.
● 그리스도님, 저희의 기도를 들어주소서.
◎ 하늘에 계신 우리 아버지,
아버지의 이름이 거룩히 빛나시며
아버지의 나라가 오시며
아버지의 뜻이 하늘에서와 같이
땅에서도 이루어지소서!
오늘 저희에게 일용할 양식을 주시고
저희에게 잘못한 이를 저희가 용서하오니
저희 죄를 용서하시고
저희를 유혹에 빠지지 않게 하시고 악에서 구하소서.
○ 하느님, 저를 구하소서.
주님, 어서 오사 저를 도우소서.
● 제 생명을 노리는 자들
무색하여, 수치를 당하게 하여주소서.
○ 제 불행을 기뻐하는 자들
뒤로 물러나, 망신을 당하게 하여주소서.
● 저를 두고 히히거리는 자들은
낯을 가리고 도망치게 하소서.
○ 주님을 찾는 이들은 하나도 빠짐없이
임으로 해 기쁘고 즐겁게 하소서.
● 임의 구원하심을 바라는 이들은
“하느님 크옵시다.”를 항상 일컫게 하소서.
○ 저는 가난하고 불쌍하오니
주님, 저를 보살펴 주옵소서.
● 저를 구하고 돌보실 분 당신이시니
주님, 더디 오지 마시옵소서.
○ 영광이 성부와 성자와 성령께
처음과 같이
이제와 항상 영원히. 아멘
● 주님, 주님의 종들을 구원하소서.
주님께 바라는 종들을 구원하소서.
○ 주님, 저희에게 든든한 보루 되어주시고
악인들의 손에서 지켜주소서.
● 악인들의 힘이 저희에게 미치지 못하게 하시고
악의 세력이 해치지 못하게 하소서.
○ 주님, 저희 죄를 묻지 마시고
또한 저희 죄대로 벌하지 마소서.
† 기도합시다.
전능하시고 영원하신 하느님,
주님께서는 산 이와 죽은 이를 모두 다스리시며
주님을 믿고 따르는 백성을 사랑으로 보살피시나이다.
간절히 청하오니
모든 성인의 전구를 들으시고
모든 이에게 자비를 베푸소서.
우리 주 그리스도를 통하여 비나이다.
◎ 아멘.
† 주님, 저희의 기도를 들어주소서.
◎ 또한 저희의 부르짖음이 주님께 이르게 하소서.
† 세상을 떠난 모든 이가
하느님의 자비로 평화의 안식을 얻게 하소서.
◎ 아멘.